# Lluís Llongueras
Lluís Llongueras Batlle (né à Esparreguera, Baix Llobregat le 24 mai 1936 et mort à Barcelone le 29 mai 2023) est un coiffeur espagnol à l'origine d'une marque de diffusion mondiale. Il est également connu pour ses sculptures, photographies et peintures. Également auteur, il a écrit autant sur son métier que sur le monde de l'art, notamment au sujet de Salvador Dalí.

## Biographie

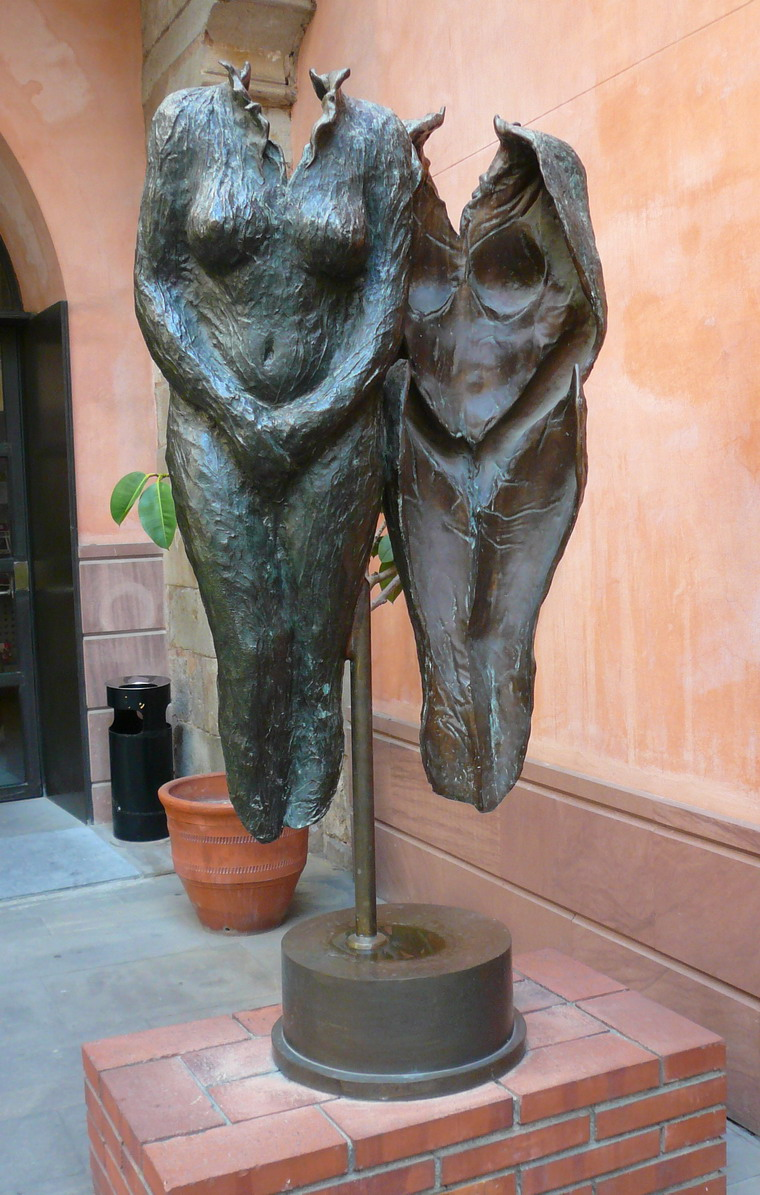
Musa III (1991-1993).

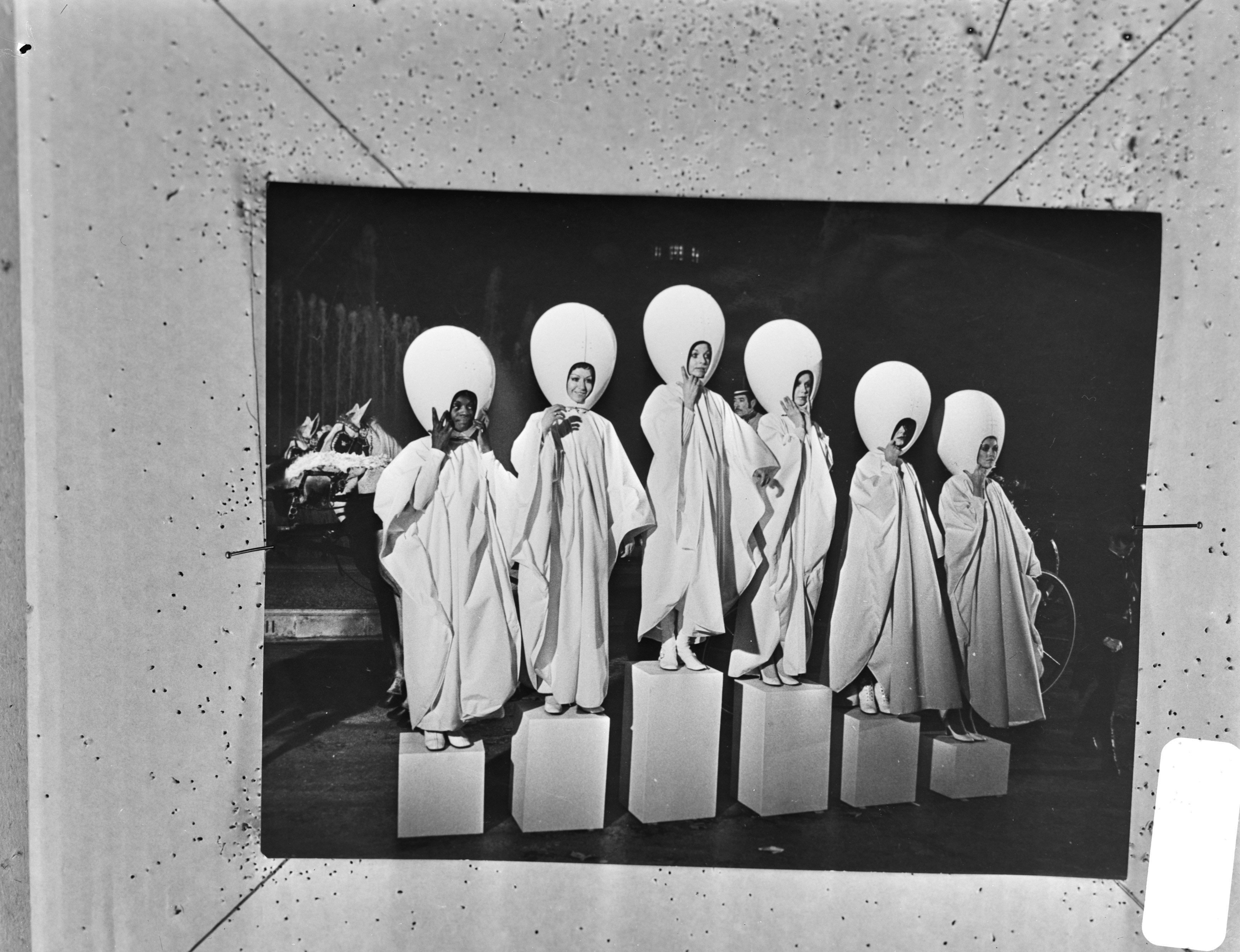
Modèles avec une coiffure sous un « œuf » à Barcelone en 1971.

Dès l'âge de 14 ans, Lluís Llongueras s'initie à la coiffure dans le salon de Can Dalmau. Débutant ainsi un apprentissage des aspects créatifs et artistiques de cette profession. 
En 1958, il ouvre son premier établissement à Barcelone, avant de développer son activité de manière internationale. En 1972, il sera le premier en Espagne a ouvrir un établissement unisexe. Lluís Llongueras ouvre de nombreux établissements, ainsi que de nombreuses franchises à travers le globe. La marque « Llonguera » possèdera 50 établissements en Espagne et plus de 120 autour du monde. 
Lluís Llongueras écrit divers livres sur sa profession. Parallèlement à son métier, il pratique la photographie, la peinture, la sculpture et le dessin.

## Réalisation
Une de ses réalisations les plus célèbres émane de sa collaboration avec Salvador Dalí. Il réalise pour le peintre, une perruque géante qui sera présenté au public au Théâtre-musée Dalí à Figueres. Utilisée comme rideau de scène, pour l’œuvre: la chambre-Mae West . La perruque géante figure sur le livre des records de 1992 comme la plus grande du monde.

## Ouvrages
(mai 2023).
- Venus la magia del peinado (1968).
- Enciclopedia de la peluqueria
  - Volume I El Cabello (1970).
  - Volume II Técnicas tacticas (1971).
- El método Llongueras 4 volúmenes (1979)
  - Volume I - Espíritu y Práctica
  - Volume II - Cortes de Cabello
  - Volume III - Técnicas de Secar y dar Forma
  - Volume IV - Permanentes y Coloraciones
- Arte y estilo del peinado, 4 volúmenes (1988)
  - Volume I - Conocer el cabello
  - Volume II - Corte y estilo
  - Volume III - Fantasía de rizos y color
  - Volume IV - Magia del atractivo
- Moños y recogidos (1989)
- Belleza y estética 4 volúmenes (1990)
  - Volume I Imagen y Estilo"
  - Volume II Salud y Belleza"
  - Volume III "El Arte del Maquillaje"
  - Volume IV La Belleza de la Mujer"
- Nuevas tendencias de peluqueria (1990)
- LLongueras con estilo (Abril de 1990)
- Llongueras tal cual(Planeta/2001)
- Tal com soc (Columna/2002)
- Todo Dalí (Abril/ 2003)
- Tot Dalí (Pòrtic/2003)
- Dalí (Ediciones B/2005)

## Distinctions
En 2000, il est distingué par la Croix de Saint Georges (Creus de Sant Jordi de la Generalitat de Catalunya).
En 2008, il reçoit la Médaille « Président Macia »